# Парас де ла Фуенте
Парас де ла Фуенте (на испански: Parras de la Fuente) е град в Северно Мексико, щат Коауила де Сарагоса. Разположен е в оазис в полупустинята Коауила и има население 33 817 души (по данни от 2010 г.).
Парас е основан през 1598 на мястото на ранчото на фамилията Росарио. По това време Лоренсо Гарсия основава винарска изба, смятана за най-старата в Америка. През 1846, по време на Мексиканско-американската война, градът е контролиран за кратко от американците, а през 1866 близо до него мексикански части нанасят поражение на французите.
В града има голям брой фабрики за облекло.
В Парас е роден политикът Франсиско Мадеро (1873-1913).